# John Bardeen
John Bardeen (23 tháng 5 năm 1908 - 30 tháng 1 năm 1991) là một nhà vật lý và kĩ sư điện người Mỹ, ông là người đã hai lần giành được giải Nobel: lần thứ nhất là vào năm 1956 cho công trình phát minh ra transistor cùng với William Shockley và Walter Brattain, lần thứ hai vào năm 1972 với công trình về lý thuyết siêu dẫn đối lưu (Lý thuyết BCS) cùng với hai nhà khoa học khác là Leon Neil Cooper và John Robert Schrieffer.
Transistor đã tạo nên cuộc cách mạng cho công nghiệp điện cũng như kỷ nguyên thông tin đồng thời tạo bước ngoặt quan trọng cho hầu như tất cả các phát minh dụng cụ điện hiện đại, từ điện thoại, máy tính cho tới tên lửa. Những phát triển của ông trong siêu dẫn đã được sử dụng trong các công nghệ về y tế như máy scan X quang hay chụp cộng hưởng từ.
Năm 1990, Bardeen được tạp chí LIFE Magazine bầu vào danh sách "100 người Mỹ có tầm ảnh hưởng nhất thế kỷ".